# Miroslav Marinov
Miroslav Kalinov Marinov (in bulgaro Мирослав Калинов Маринов?; Vraca, 7 marzo 2004) è un calciatore bulgaro, attaccante del Botev Vraca.

## Carriera

### Club
Cresciuto nel settore giovanile del Botev Vraca, debutta in prima squadra il 22 novembre 2020, in occasione dell'incontro di Părva Liga perso per 2-1 contro il Černo More Varna. Realizza la sua prima rete in campionato il 6 agosto 2021, nell'incontro vinto per 1-2 contro il Carsko Selo.

### Nazionale
Ha giocato nelle nazionali giovanili bulgare Under-19 ed Under-21.

## Statistiche

### Presenze e reti nei club
Statistiche aggiornate al 29 novembre 2022.
| Stagione           | Squadra            | Campionato         | Campionato | Campionato | Coppe nazionali | Coppe nazionali | Coppe nazionali | Coppe continentali | Coppe continentali | Coppe continentali | Altre coppe | Altre coppe | Altre coppe | Totale | Totale |
| Stagione           | Squadra            | Comp               | Pres       | Reti       | Comp            | Pres            | Reti            | Comp               | Pres               | Reti               | Comp        | Pres        | Reti        | Pres   | Reti   |
| ------------------ | ------------------ | ------------------ | ---------- | ---------- | --------------- | --------------- | --------------- | ------------------ | ------------------ | ------------------ | ----------- | ----------- | ----------- | ------ | ------ |
| 2020-2021          | Botev Vraca        | 1L                 | 1+1        | 0          | CB              | 2               | 0               |                    | -                  | -                  |             | -           | -           | 4      | 0      |
| 2021-2022          | Botev Vraca        | 1L                 | 19         | 3          | CB              | 1               | 0               |                    | -                  | -                  |             | -           | -           | 20     | 3      |
| 2022-2023          | Botev Vraca        | 1L                 | 16         | 2          | CB              | 0               | 0               |                    | -                  | -                  |             | -           | -           | 16     | 2      |
| Totale Botev Vraca | Totale Botev Vraca | Totale Botev Vraca | 36+1       | 5+0        |                 | 3               | 0               |                    | -                  | -                  |             | -           | -           | 40     | 5      |
| Totale carriera    | Totale carriera    | Totale carriera    | 37         | 5          |                 | 3               | 0               |                    | -                  | -                  |             | -           | -           | 40     | 5      |